# Баушкениекс, Аусеклис Матисович
А́усеклис Ма́тисович Ба́ушкениекс (Бауш; латыш. Auseklis Baušķenieks; 1910—2007) — латышский художник. Член Союза художников СССР.

## Биография
С 1930 по 1933 год учился на архитектурном факультете Латвийского университета, проявлял интерес к изобразительному искусству. Своё образование характеризовал так: «Мне повезло с педагогами: Конрадс Убанс, Валдемар Тоне, Аугуст Аннусс, Карлис Миесниекс, Гедертс Элиас, Роберт Виппер, Примане».
В 1942 окончил Латвийскую Академию художеств, мастерскую фигурной живописи под руководством профессора Гедертса Элиаса, и получил диплом художника.
В 1956 родился сын.
Выставлял работы с 1958 года (в 1975, 1980 — персональные выставки в Риге).

## Творчество
Работал, главным образом, в области бытового жанра, широко использовал элементы сатиры и гротеска в своих остросюжетных композициях. Писал портреты.
Имел своеобразный стиль, сочетавший сюрреализм и наивную художественную стилистику, использовал устоявшиеся традиции техники пуантилизма (мазки-точки) с характерным для таких художников деликатным колоритом пастели, при том, что пуантилисты времён постимпрессионизма стремились добиться этим некой правды изображения, а у Бауша, считавшего себя реалистом, это средство придания реальной основе оттенка ирреальности, сказочности и мифичности.
Баушкениекс также участвовал в создании плакатов.
При жизни его работы выставлялись в Латвии, Литве, Германии, России, США, Франции и Австралии.
Картины Баушкениекса находятся в частных коллекциях, в Латвии и за её рубежами.